# Humgar insulum
Humgar insulum är en insektsart som beskrevs av Medler 2000. Humgar insulum ingår i släktet Humgar och familjen Flatidae. Inga underarter finns listade i Catalogue of Life.